# Vaala (Turku)
Vaala est un quartier du district Varissuo-Lauste à Turku en Finlande,.

## Description
Le quartier de Vaala est situé à l'est du centre-ville et se compose principalement d'une bande résidentielle à faible densité comprise entre les zones plus densément construites de Varissuo et Lauste.